# OHL
Obrascón Huarte Lain, S.A. (OHL, BMAD OHL) és un grup dedicat a la construcció i als serveis. Neix de la fusió de dues empreses basques Obrascón i Huarte l'any 1997 que a la vegada es fusionà el 1999 amb Construcciones Lain filial anglesa del grup britànic John Laing Construction.